# Индус (сазвежђе)
Индус (лат. Indus) је једно од 88 модерних сазвежђа. Налази се на јужној хемисфери, а дефинисао га је холандски астроном Петар Планције у 16. веку. Представљено је као човек који у обе руке држи стреле, али нема лук. Његово име на холандском може да означава било Индијца било Индијанца.

## Звезде
Најсјајнија звезда овог сазвежђа је алфа Индуса магнитуде 3,11, вишеструка звезда којом доминира наранџасти џин. Арапи су је звали Ал Наир (светла), именом које носи и алфа Ждрала. Језуитски мисионари су је у 17. веку назвали Персијанац.
Бета Индуса је џин К типа и друга звезда у Индусу по сјајности магнитуде 3,66.
Епсилон Индуса је једна од најближих звезда Сунчевом систему, на 11,82 светлосне године од Сунца. У питању је наранџасти патуљак К типа око кога орбитирају два браон патуљка.

## Објекти дубоког неба
У Индусу се налазе две галаксије који припадају Новом општем каталогу — NGC 7041 и NGC 7090, као и једна галаксија из Индекс каталога — IC 5152.